# Ryūji Katō
Ryūji Katō (jap. 加藤 竜二, Katō Ryūji; * 24. Dezember 1969 in der Präfektur Tokio) ist ein ehemaliger japanischer Fußballspieler.

## Karriere
Katō erlernte das Fußballspielen in der Schulmannschaft der Urawa Gakuin High School. Seinen ersten Vertrag unterschrieb er 1988 bei Toho Titanium SC. Der Verein spielte in der zweithöchsten Liga des Landes, der Japan Soccer League Division 2. 1991 wechselte er zum Ligakonkurrenten Tokyo Gas. Für den Verein absolvierte er 60 Spiele. 1994 wechselte er zum Ligakonkurrenten PJM Futures. Für den Verein absolvierte er 28 Spiele. 1995 wechselte er zum Erstligisten Kashiwa Reysol. Für den Verein absolvierte er 40 Erstligaspiele. 1998 wechselte er zum Ligakonkurrenten Consadole Sapporo. Am Ende der Saison 1998 stieg der Verein in die J2 League ab. 2000 wechselte er zum Erstligisten Sanfrecce Hiroshima. Danach spielte er bei Sagawa Express Tokyo und Rosso Kumamoto (heute: Roasso Kumamoto). Ende 2007 beendete er seine Karriere als Fußballspieler.